# Elisabeth Hogerwerf

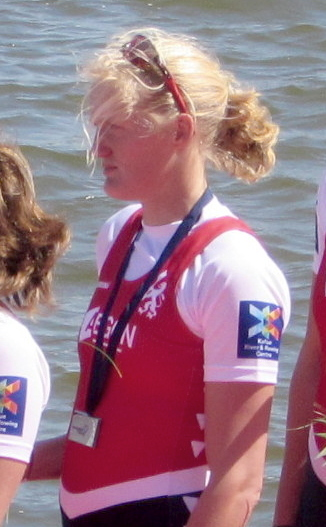
Elisabeth Hogerwerf

Elisabeth „Ellen“ Wilhelmina Hogerwerf (* 10. Februar 1989 in Gouda) ist eine niederländische Ruderin. Sie wurde 2021 Olympiazweite.

## Sportliche Karriere
Die 1,82 m große Elisabeth Hogerwerf begann 2007 mit dem Rudersport. Bei den U23-Weltmeisterschaften 2010 belegte sie mit dem Vierer ohne Steuerfrau den fünften Platz, 2011 gewann sie mit Inge Janssen die Bronzemedaille im Zweier ohne Steuerfrau. Bei den Weltmeisterschaften 2011 in der Erwachsenenklasse erhielt der niederländische Vierer ohne Steuerfrau mit Wianka van Dorp, Olivia van Rooijen, Elisabeth Hogerwerf und Femke Dekker die Bronzemedaille. 2012 bildeten Inge Janssen und Elisabeth Hogewerf einen Doppelzweier, bei den Olympischen Spielen 2012 ruderten die beiden auf den achten Platz. 
Bei den Europameisterschaften 2013 belegten Chantal Achterberg und Elisabeth Hogerwerf den siebten Platz im Doppelzweier. Drei Monate später trat Elisabeth Hogerwerf bei den Weltmeisterschaften 2013 mit Olivia van Rooijen im Zweier ohne Steuerfrau an und erreichte den fünften Platz. 2014 startete Hogerwerf im Doppelvierer, mit dem sie den vierten Platz bei den Europameisterschaften in Belgrad und den siebten Platz bei den Weltmeisterschaften in Amsterdam belegte. 2015 startete Hogerwerf bei den Europameisterschaften wieder mit Olivia van Rooijen im Zweier ohne Steuerfrau, die beiden gewannen die Silbermedaille. Bei den Weltmeisterschaften 2015 belegten die beiden den neunten Platz im Zweier und den sechsten Platz mit dem niederländischen Achter. In die Olympiasaison 2016 startete Hogerwerf mit dem niederländischen Achter und dem Gewinn der Silbermedaille bei den Europameisterschaften. Zwei Wochen später qualifizierte sich der niederländische Achter in Luzern als letztes Boot für die Olympischen Spiele in Rio de Janeiro. Dort erreichten die Niederländerinnen den sechsten Platz.
Nach einem Jahr Pause ruderte Hogerwerf 2018 wieder im niederländischen Achter. Dieser gewann die Weltcup-Regatten in Belgrad und Linz. Bei den Europameisterschaften belegten die Niederländerinnen den dritten Platz hinter den Rumäninnen und den Britinnen. Sechs Wochen später bei den Weltmeisterschaften in Plowdiw erreichten die Niederländerinnen als beste Crew aus Europa den vierten Platz. 2019 trat bei den Europameisterschaften in Luzern ein Vierer ohne Steuerfrau in der Besetzung Elisabeth Hogerwerf, Karolien Florijn, Ymkje Clevering und Veronique Meester an und gewann die Goldmedaille vor den Rumäninnen. Drei Monate später bei den Weltmeisterschaften in Linz erkämpften die Niederländerinnen Silber hinter den Australierinnen. 2020 konnten sie ihren Titel bei den Europameisterschaften in Posen verteidigen, 2021 in Varese gewannen sie den dritten Titel in Folge. Bei der Olympischen Regatta in Tokio siegten die Australierinnen vor den Niederländerinnen und den Irinnen.